# 青年的渴望
青年的渴望（越南语：／），是由武黄创作的一首越南语爱国歌曲。这首歌的灵感来自胡志明1955年1月19日在越南人民大学的讲话。这首歌在COVID-19疫情期间流行，号召青年志愿者参与疫情防控工作。2024年，越南统一49周年之际，这首歌曲在Z世代的TikTok用户中再次爆红，成为他们制作“转场”视频的热门选择。

## 创作
1997年，音乐家武黄在胡志明市音乐协会的推荐下参加了胡志明市青年联合会的活动。在阅读了发表于1955年1月19日《（胡）伯伯在越南人民大学开学典礼上的讲话摘录》后，他以此为灵感写下了这首歌。在文章中，有一段胡志明说：“年轻人的任务不是问国家给了他们什么，而是问自己他们为国家做了什么？我应该如何为我的国家做更多的事情？我为了国家牺牲了多少，奋斗了多少？”引用的语句被尽可能地缩短了，同时仍然保留了胡志明原话的大意。

## 评价
越南共青团胡志明市支部机关报《年轻人报》评价称，这首歌将激励和鼓舞年轻人怀抱理想，热爱生活以及身边的人。